# Simpson (Pennsylvanie)
Pour les articles homonymes, voir Simpson.
Simpson est une census-designated place située dans le comté de Lackawanna, dans le Commonwealth de Pennsylvanie, aux États-Unis. Sa population, qui s’élevait à 1 275 habitants lors du recensement de 2010, est estimée à 1 275 habitants au 1er juillet 2020.

## Source
- (en) Cet article est partiellement ou en totalité issu de l’article de Wikipédia en anglais intitulé « Simpson, Pennsylvania » (voir la liste des auteurs).

1. ↑  (en) « Decennial Census » [« Données sur Simpson, Pennsylvanie »], sur data.census.gov (consulté le 8 janvier 2021).
2. ↑  (en) « Simpson, Pennsylvania - Basic Facts » [« Données sur Simpson, Pennsylvanie »], sur pennsylvania.hometownlocator.com (consulté le 8 janvier 2021).